# Vișinești
Vișinești es una comuna ubicada en el distrito de Dâmbovița, Rumania.

## Superficie
Posee una superficie de 35,78 kilómetros cuadrados.

## Demografía
Hasta 2021 la población era de 1586 habitantes, con una densidad de población de 44,33 habitantes por kilómetro cuadrado.